# گونبیسکاری
گونبیسکاری (گرجی: გონებისკარი) یک روستا در شهرداری ازورگتی ناحیه گوریا در غرب گرجستان است.